# USS Enterprise NCC-1701-C
De USS Enterprise NCC-1701C is een fictief ruimteschip uit de Ambassador-klasse van de Verenigde Federatie van Planeten in de tv-serie Star trek. Het was het zevende ruimteschip dat de naam 'Enterprise' droeg.

## Geschiedenis
Het schip stond onder het commando van Kapitein Rachel Garrett en werd door vier Romulaanse Warbirds aangevallen toen het reageerde op een hulproep van een Klingonbuitenpost nabij Narendra III. Een torpedo-explosie opende een scheur in het ruimte-tijdcontinuüm en de Enterprise-C werd zo'n 20 jaar vooruit in de tijd geslingerd waar het de USS Enterprise NCC-1701D tegenkwam. Dat was een keerpunt in de geschiedenis.
Toen de Enterprise-C uit de 'normale' tijdlijn verdween, werd er een alternative tijdlijn gevormd waarin de Federatie verwikkeld was in een lange oorlog met de Klingons. De Federatie was bijna verslagen in 2366 toen de Enterprise-C tevoorschijn kwam. Men realiseerde al snel dat de Enterprise-C terug moest naar zijn eigen tijd om de 'normale' tijdlijn te herstellen en de oorlog met de Klingons te vermijden. De tragedie van de oorlog werd nog duidelijker gemaakt met de dood van kapitein Rachel Garrett, waarna Enterprise-C officier Richard Castillo akkoord ging om het bevel over te nemen en het te doen terugkeren naar 2344. Natasha Yar, die in de alternatieve tijdlijn nog in leven was, gaf zich op om mee te gaan met de Enterprise-C en de buitenpost helpen te verdedigen. Iedereen op de Enterprise-C wist dat het een zelfmoordmissie was vanwege de intensiteit van de Romulaanse aanval. Toen de Enterprise-C terugkeerde werd de tijdlijn hersteld. (ref.: TNG aflevering "Yesterday's Enterprise")